# Walki o przyczółki warszawskie (1944)
Walki o przyczółki warszawskie – walki żołnierzy 1 Armii WP stoczone w dniach 16–23 września 1944 roku o opanowanie przyczółków na lewym brzegu Wisły w Warszawie.

## Opis
W godzinach rannych 15 września 1944 cała Praga była wolna. Wyzwolenie Pragi stało się podstawą działań 1 Armii WP, mającej za zadanie uchwycenie przyczółków na lewym brzegu Wisły i udzielenie wsparcia walczącym powstańcom.
16 września 1944 roku jednostki 1 Armii WP, znajdujące się dotychczas w rejonie Zielonka – Anin – Wawer, zluzowały znajdujące się nad Wisłą oddziały sowieckiego 125 Korpusu Armijnego, które wraz z 1 Dywizją Piechoty im. Tadeusza Kościuszki wyzwoliły Pragę. Pozycje pierwszorzutowe zajęły: 2 DP naprzeciw Żoliborza, 1 Brygada Kawalerii naprzeciw Śródmieścia do mostu Poniatowskiego, 3 DP naprzeciw Czerniakowa do osiedla Las. W drugim rzucie znajdowały się 4 DP, która przybywała na Pragę i przejęła służbę garnizonową, oraz 1 DP, ześrodkowana po zluzowaniu w rejonie Rembertowa.
Niemcy w tym czasie odcięli Powiśle Czerniakowskie od Śródmieścia, zacieśnili pierścienie okrążenia wokół powstańczych zgrupowań, mokotowskiego i żoliborskiego, i opanowali północne Powiśle. Dowództwo 1 Armii WP uzyskało wiadomości o tragicznym położeniu powstańców, utrzymujących się jeszcze na lewym brzegu Wisły w rejonie Kępy Potockiej i około półkilometrowym odcinku w rejonie Powiśla Czerniakowskiego (na południe od mostu Poniatowskiego).
15 września w godzinach przedpołudniowych dowódca 1 Armii WP, gen. Berling, otrzymał rozkaz szefa sztabu 1 Frontu Białoruskiego, dotyczący rozpoczęcia przygotowań do forsowania Wisły.
Po pobieżnym rozpoznaniu koryta rzeki, nocą 16 września, oddziały 3 DP, wsparte artylerią i 2 Pułkiem Nocnych Bombowców „Kraków”, rozpoczęły forsowanie Wisły na południe od mostu Poniatowskiego. Forsowanie było źle zorganizowane i chaotycznie prowadzone. Przeprawiły się: kompania rozpoznania i 1 batalion 9 pułku piechoty – łącznie około 420 ludzi. Następnej nocy przeprawił się 3 batalion w sile około 450 ludzi i 5 dział. Uchwycono przyczółek czerniakowski. Bataliony 9 pp, walczące na górnym Czerniakowie wspólnie z powstańcami, zdołały rozszerzyć przyczółek. Silna obrona niemiecka i brak koordynacji działań z oddziałami Armii Krajowej, znajdującymi się w Śródmieściu, uniemożliwiły połączenie z oddziałami walczącymi w centrum Warszawy. Pragnąc rozszerzyć przyczółek czerniakowski i opanować przyczółki mostowe, wydano rozkaz forsowania Wisły 19 września. Zadanie to wykonywał 8 pułk piechoty dwoma batalionami za zasłoną dymną, przy wsparciu artylerii i lotnictwa. Uchwycono przyczółek pomiędzy mostami Poniatowskiego i Kierbedzia. W nocy z 19/20 września bataliony poniosły duże straty i pod naciskiem czołgów niemieckich ewakuowały się z nowo utworzonego przyczółka. Z ponad 800 przeprawionych żołnierzy, ewakuowano zaledwie 164. 3 DP prowadziła działania na 7,5 km odcinku przy wsparciu 680 dział i moździerzy.
W nocy na 18 września przystąpiono również do forsowania Wisły w rejonie Potoku na Żoliborzu. Zadanie to powierzono 2 DP. Przeprawiono tam 4 kompanię piechoty, a następnie 2 kompanię i część 3 batalionu z 6 pułku piechoty. Na przyczółku pododdziały forsujące poniosły duże straty. Mimo kilkakrotnych prób, nie zdołały one połączyć się z powstańcami zgrupowania ppłk. Mieczysława Niedzielskiego „Żywiciela”. Mimo wsparcia artyleryjskiego i lotniczego, prowadzonego z prawego brzegu Wisły, sytuacja na przyczółkach była krytyczna. Jednostki piechoty, uzbrojone w lekką broń, nie były w stanie oprzeć się nacierającym czołgom niemieckim.
W dniach 17–19 września działania rozpoznawcze i pozoracyjne na Powiślu, w rejonie mostu Kierbedzia i w rejonie Siekierek, prowadziły 1 BKaw i 1 DP.
21 września przeważające siły niemieckie – składające się z grupy bojowej Heinza Reinefartha i Hannsa von Rohra z korpusu Ericha von dem Bacha-Zelewskiego, wzmocnione oddziałami dywizji pancerno-spadochronowej „Hermann Göring” – przystąpiły do kontruderzenia na Powiślu Czerniakowskim. Do likwidacji przyczółku na Żoliborzu przystąpiły natomiast oddziały grupy osłonowej korpusu von dem Bacha, wzmocnione żołnierzami 25 Dywizji Pancernej, a następnie 19 Dywizji Pancernej. Obrońców przyczółków zepchnięto na sam brzeg Wisły. W związku z powyższym gen. Berling, na podstawie rozkazu dowódcy 1 Frontu Białoruskiego, przystąpił w nocy 23 września do ewakuacji oddziałów z lewego brzegu Wisły.
Specyfika walk w terenie zabudowanym nie pozwoliła w pełni wykorzystać całej siły ognia artylerii polskiej i sowieckiej. Powiększanie czy też utrzymanie przyczółków w tych warunkach było niezwykle trudne. Teren nie pozwalał atakującym przeprowadzić szybkich i skutecznych ataków z uchwyconych przyczółków, w celu ich poszerzenia, przy wsparciu jednostek pancernych.
Straty żołnierzy Wojska Polskiego w ciągu 5 dni walk na przyczółkach warszawskich wynosiły 2834 zabitych. 9 pp 3 DP i 6 pp 2 DP straciły 1497 żołnierzy. Współdziałając z żołnierzami 1 Armii WP, poległo kilkuset powstańców.

## Upamiętnienie
- Tablica z napisem „Czerniaków-Żoliborz-Jabłonna 23 IX 1944” na Grobie Nieznanego Żołnierza w Warszawie
- Płyta Desantu 3 Dywizji Piechoty
- Płyta przy ul. Wybrzeże Gdyńskie[6]
- Pomnik Powstańców Czerniakowa i Żołnierzy 1 Armii Wojska Polskiego
- Tablica pamiątkowa Tchorka przy ul. Rodzynkowej